# Uklejna
Uklejna (677 m) – szczyt w Paśmie Lubomira i Łysiny, które według Jerzego Kondrackiego należy do Beskidu Wyspowego. Na mapach i w przewodnikach turystycznych pasmo to zaliczane jest przeważnie do Beskidu Makowskiego, zwykle jednak opisywane jest właśnie razem z Beskidem Wyspowym.
Uklejna jest pierwszą, licząc od północy, kulminacją głównego grzbietu Pasma Lubomira i Łysiny. Zachodnie zbocze, opadające w dolinę Raby, jest zarazem początkowym odcinkiem tego grzbietu. Południowy stok obniża się ku dolinie Kobylaka (Talagówki), wschodni – Trzemeśnianki, zaś na północny wschód odbiega grzbiet Grodziska (502 m) i Krowiej Góry (456 m), przechodzący następnie w Pasmo Glichowca. Stoki zachodnie i południowe (a także pozostałe w partiach podszczytowych) charakteryzują się większym nachyleniem w porównaniu ze zboczami eksponowanymi na północ czy wschód. Górę porasta las, oprócz terenów na wschodnim stoku, gdzie znajduje się Styrek – przysiółek Buliny, oraz na południowo-wschodnim stoku myślenicka Tajsówka. U zachodnich podnóży Uklejnej leży Zarabie będące dzielnicą Myślenic, wyżej natomiast usytuowany jest rezerwat przyrody Zamczysko nad Rabą i ruiny zamku.

## Szlaki turystyczne
Mały Szlak Beskidzki na odcinku Myślenice – Uklejna – Śliwnik – Działek – Kudłacze
 Myślenice – trawers północnego stoku Uklejnej – przełęcz Niwa – Trzemeśnia.

## Przypisy

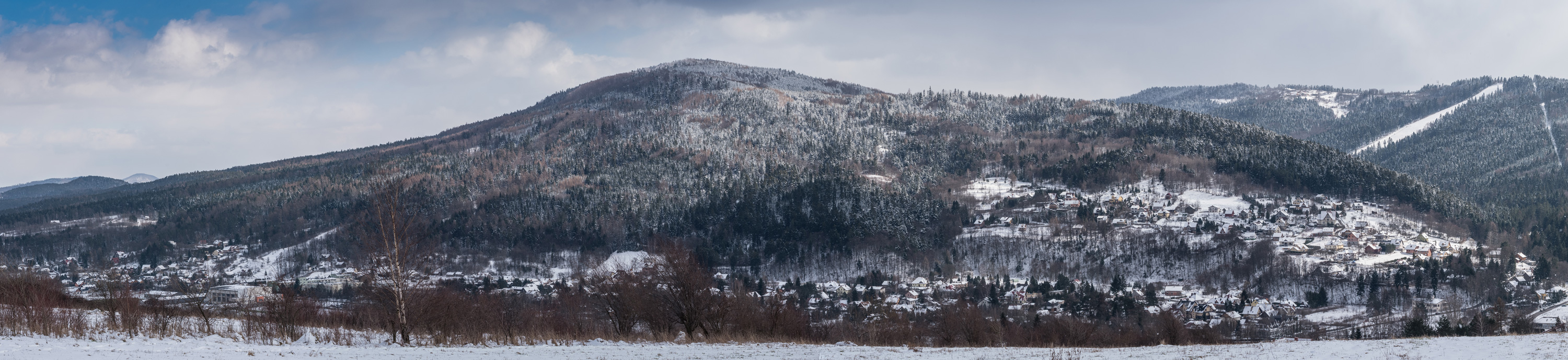
Uklejna widziana z Myślenic

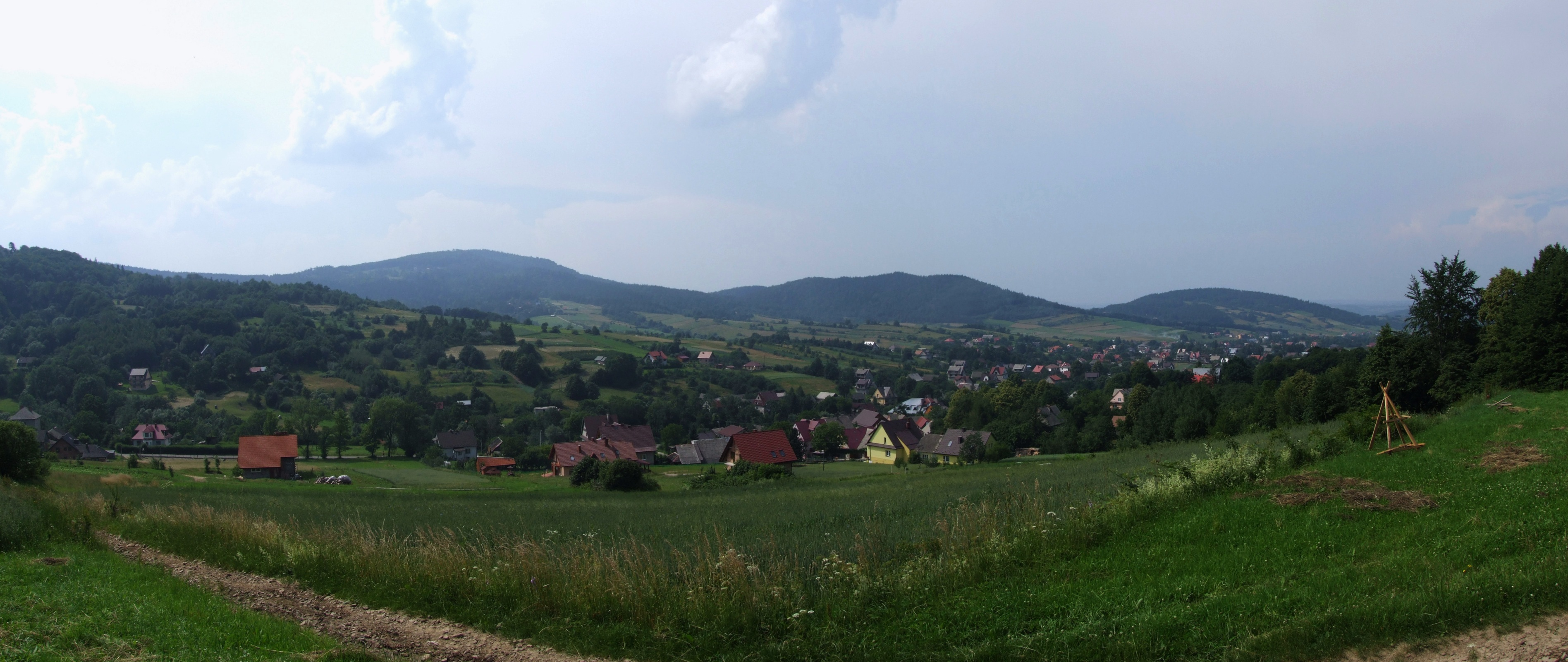
Od lewej: Uklejna, Grodzisko, Krowia Góra